# Coivert
Coivert est une commune du Sud-Ouest de la France située dans le département de la Charente-Maritime (actuellement région Nouvelle-Aquitaine).
Ses habitants sont appelés les Coivertains et les Coivertaines.

## Géographie
La commune de Coivert, située au nord-est de Loulay, est une commune rurale contenant de nombreux hameaux peu espacés les uns des autres. Elle se situe sur la rive droite de la rivière Boutonne (Voltonia en latin), qui la borde au sud-est.
Les deux principales hauteurs de cette commune sont situées au nord (Fief de Coivert) et au sud-ouest (Fief de Râlaud).
Formée sur un marécage asséché par les romains, Coivert comportait de nombreuses villas gallo-romaines éparpillées dans ce qui est aujourd'hui des champs cultivés; des sarcophages mérovingiens  furent retrouvés dans les années 1930 sur la commune. Elle possédait un lieu de création de poteries à l'époque gallo-romaine (aux environs du hameau de Boisserole, hameau ou l'on retrouva dans les années 1930 les restes d'un cavalier maure). L'église, bien que datant du Moyen-Âge — qui n'a pas été reconstruite au cours des siècles de par le fort protestantisme dans le secteur — est bâtie dans un style typique des basiliques romaines primitives de l'Empire romain (plan basilical) suivant un plan rectangle et non en forme de croix.

### Communes limitrophes
| La Croix-Comtesse | Villeneuve-la-Comtesse | Saint-Séverin-sur-Boutonne |
| Vergné            | Coivert                | Dampierre-sur-Boutonne     |
| La Jarrie-Audouin | Saint-Martial          | Blanzay-sur-Boutonne       |

## Urbanisme

### Typologie
Au 1er janvier 2024, Coivert est catégorisée commune rurale à habitat très dispersé, selon la nouvelle grille communale de densité à 7 niveaux définie par l'Insee en 2022.
Elle est située hors unité urbaine et hors attraction des villes,.

### Occupation des sols
L'occupation des sols de la commune, telle qu'elle ressort de la base de données européenne d’occupation biophysique des sols Corine Land Cover (CLC), est marquée par l'importance des territoires agricoles (89,3 % en 2018), en diminution par rapport à 1990 (90,2 %). La répartition détaillée en 2018 est la suivante : 
terres arables (77,2 %), zones agricoles hétérogènes (12,2 %), forêts (10,5 %), milieux à végétation arbustive et/ou herbacée (0,1 %). L'évolution de l’occupation des sols de la commune et de ses infrastructures peut être observée sur les différentes représentations cartographiques du territoire : la carte de Cassini (XVIIIe siècle), la carte d'état-major (1820-1866) et les cartes ou photos aériennes de l'IGN pour la période actuelle (1950 à aujourd'hui).

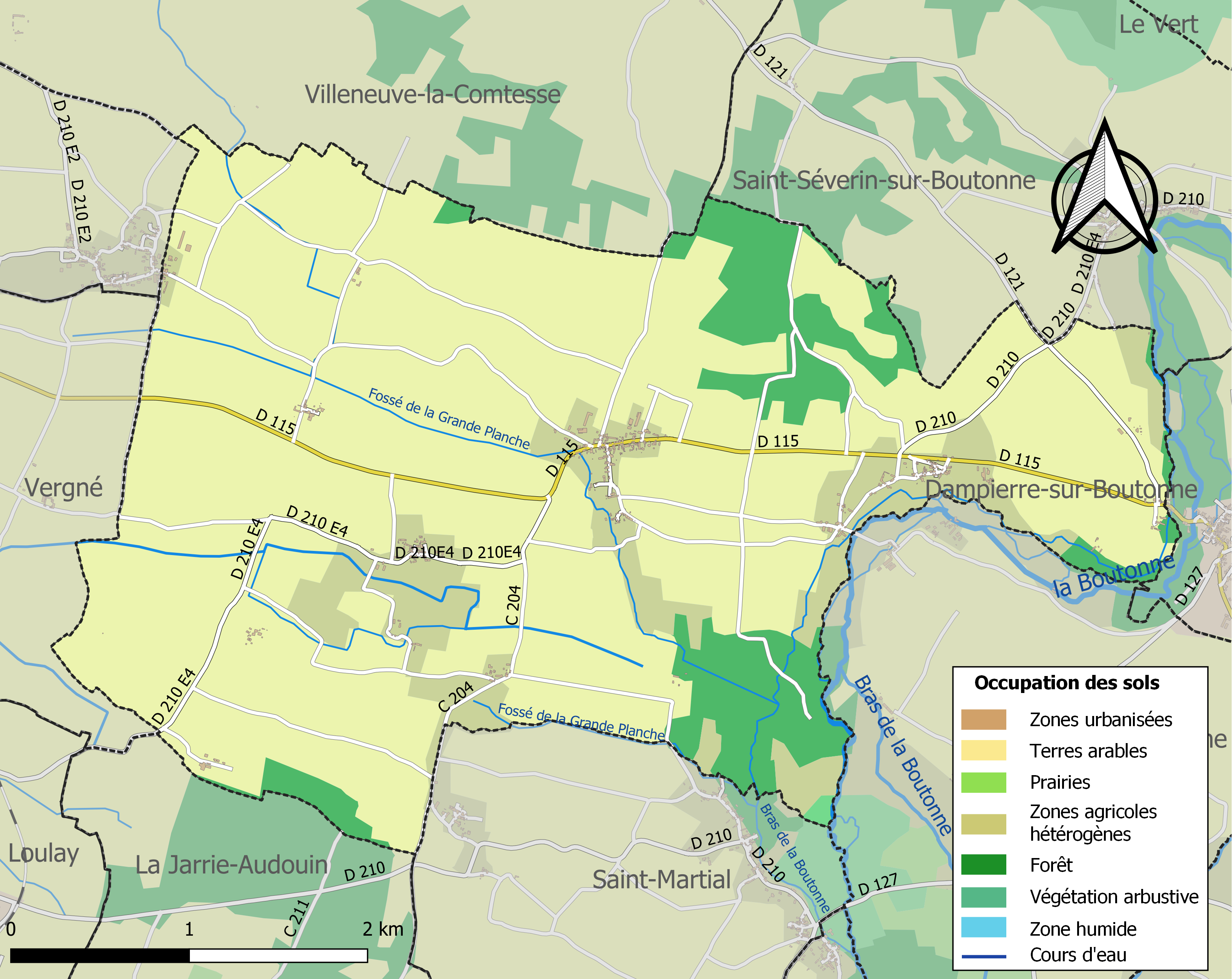
Carte des infrastructures et de l'occupation des sols de la commune en 2018 (CLC).

### Risques majeurs
Le territoire de la commune de Coivert est vulnérable à différents aléas naturels : météorologiques (tempête, orage, neige, grand froid, canicule ou sécheresse), inondations, mouvements de terrains et séisme (sismicité modérée). Il est également exposé à un risque technologique,  le transport de matières dangereuses. Un site publié par le BRGM permet d'évaluer simplement et rapidement les risques d'un bien localisé soit par son adresse soit par le numéro de sa parcelle.

#### Risques naturels
Certaines parties du territoire communal sont susceptibles d’être affectées par le risque d’inondation par débordement de cours d'eau, notamment la Boutonne. La commune a été reconnue en état de catastrophe naturelle au titre des dommages causés par les inondations et coulées de boue survenues en 1982, 1983, 1993, 1999 et 2010,.

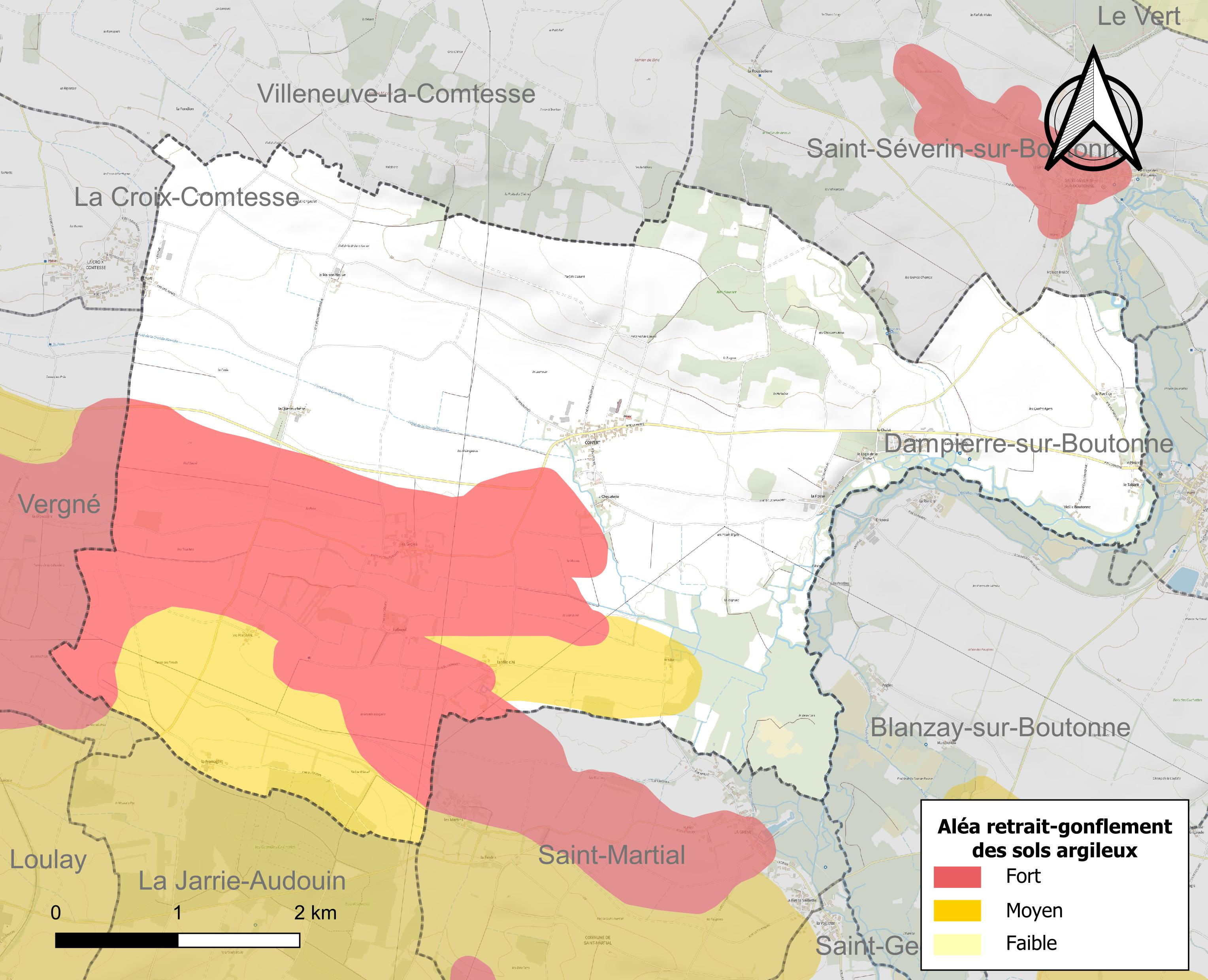
Carte des zones d'aléa retrait-gonflement des sols argileux de Coivert.

Les mouvements de terrains susceptibles de se produire sur la commune sont des tassements différentiels.
Le retrait-gonflement des sols argileux est susceptible d'engendrer des dommages importants aux bâtiments en cas d’alternance de périodes de sécheresse et de pluie. 34,8 % de la superficie communale est en aléa moyen ou fort (54,2 % au niveau départemental et 48,5 % au niveau national). Sur les 165 bâtiments dénombrés sur la commune en 2019,  43 sont en aléa moyen ou fort, soit 26 %, à comparer aux 57 % au niveau départemental et 54 % au niveau national. Une cartographie de l'exposition du territoire national au retrait gonflement des sols argileux est disponible sur le site du BRGM,.
Par ailleurs, afin de mieux appréhender le risque d’affaissement de terrain, l'inventaire national des cavités souterraines permet de localiser celles situées sur la commune.
Concernant les mouvements de terrains, la commune a été reconnue en état de catastrophe naturelle au titre des dommages causés par des mouvements de terrain en 1983, 1999 et 2010.

#### Risques technologiques
Le risque de transport de matières dangereuses sur la commune est lié à sa traversée par une ou des infrastructures routières ou ferroviaires importantes ou la présence d'une canalisation de transport d'hydrocarbures. Un accident se produisant sur de telles infrastructures est susceptible d’avoir des effets graves sur les biens, les personnes ou l'environnement, selon la nature du matériau transporté. Des dispositions d’urbanisme peuvent être préconisées en conséquence.

## Administration

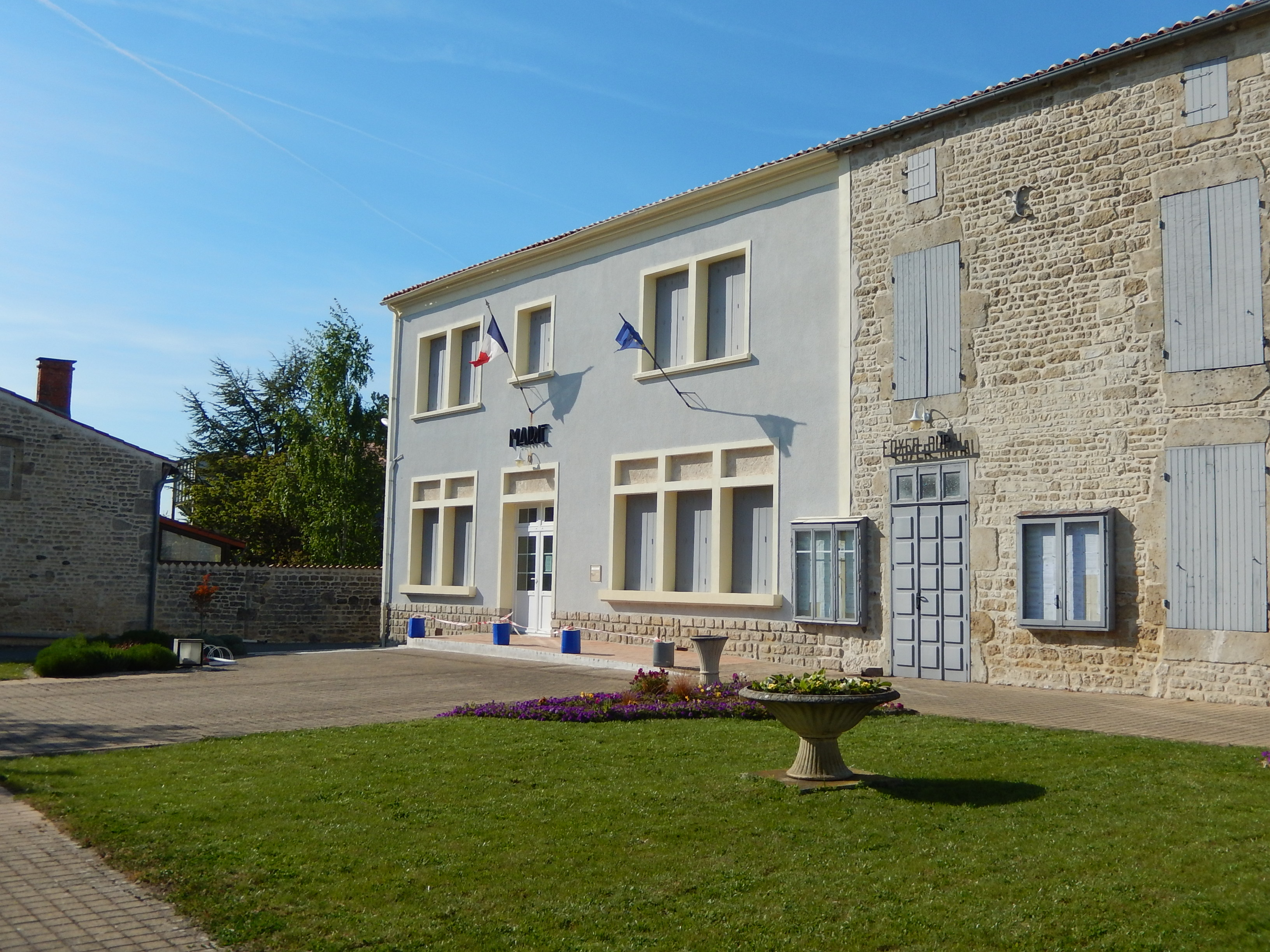
La mairie et le foyer rural de Coivert.

### Liste des maires
| Période                                  | Période  | Identité            | Étiquette | Qualité              |
| ---------------------------------------- | -------- | ------------------- | --------- | -------------------- |
| 2001                                     | 2008     | James Pacaud.       |           |                      |
| 2008                                     | 2020     | Michel Saunier      | DVD       | Agriculteur retraité |
| 2020                                     | En cours | Marie-Noëlle Giraud |           | Agricultrice         |
| Les données manquantes sont à compléter. |          |                     |           |                      |

## Population et société

### Démographie

#### Évolution démographique
L'évolution du nombre d'habitants est connue à travers les recensements de la population effectués dans la commune depuis 1793. Pour les communes de moins de 10 000 habitants, une enquête de recensement portant sur toute la population est réalisée tous les cinq ans, les populations de référence des années intermédiaires étant quant à elles estimées par interpolation ou extrapolation. Pour la commune, le premier recensement exhaustif entrant dans le cadre du nouveau dispositif a été réalisé en 2006.

En 2022, la commune comptait 196 habitants, en évolution de −7,55 % par rapport à 2016 (Charente-Maritime : +4,04 %, France hors Mayotte : +2,11 %).
| 1793 | 1800 | 1806 | 1821 | 1831 | 1836 | 1841 | 1846 | 1851 |
| ---- | ---- | ---- | ---- | ---- | ---- | ---- | ---- | ---- |
| 400  | 454  | 503  | 458  | 594  | 620  | 640  | 628  | 612  |

| 1856 | 1861 | 1866 | 1872 | 1876 | 1881 | 1886 | 1891 | 1896 |
| ---- | ---- | ---- | ---- | ---- | ---- | ---- | ---- | ---- |
| 615  | 562  | 553  | 596  | 640  | 594  | 579  | 570  | 518  |

| 1901 | 1906 | 1911 | 1921 | 1926 | 1931 | 1936 | 1946 | 1954 |
| ---- | ---- | ---- | ---- | ---- | ---- | ---- | ---- | ---- |
| 538  | 518  | 504  | 452  | 444  | 459  | 446  | 420  | 375  |

| 1962 | 1968 | 1975 | 1982 | 1990 | 1999 | 2006 | 2011 | 2016 |
| ---- | ---- | ---- | ---- | ---- | ---- | ---- | ---- | ---- |
| 310  | 275  | 249  | 245  | 222  | 219  | 228  | 238  | 212  |

| 2021 | 2022 | - | - | - | - | - | - | - |
| ---- | ---- | - | - | - | - | - | - | - |
| 201  | 196  | - | - | - | - | - | - | - |

## Économie
- Depuis 2008, la société MAIA EOLIS, puis la société MSE La Prevoterie ont conçu et préparé une  Zone Industrielle d’Éoliennes sur les communes de Coivert et de Villeneuve la Comtesse (hameau de Villenouvelle). Cette ZIE sera composé d'un groupe de 6 éoliennes  et d'un poste de livraison à l'ouest de Villeneuve la Comtesse, au sud de Villenouvelle (2 éoliennes) et au nord de Coivert (4 éoliennes). Les éoliennes de 130 m de hauteur seront à 750 m des habitations de la commune de Coivert et du hameau de Villenouvelle. Les permis de construire ont été accordés par la préfecture de Charente-Maritime le 19 mai 2014. Le permis d'exploiter a été accordé par la Préfecture de Charente-Maritime le 28 janvier 2016, malgré l'avis défavorable de la CDNPS. La société MSE La Prévoterie a cédé ce parc à ECM-Energie France. (autorisation accordée par la Préfecture de Charente-Maritime le 4 mai 2016). Bien que les autorisations aient été accordées, cette zone industrielle de 6 éoliennes est pour l'instant en attente de construction à cause de contentieux auprès des Tribunaux Administratifs.
  - La commune de Coivert totalisera à terme 4 éoliennes industrielles.
  - L'ensemble des communes avoisinantes totalisera plus de 39 machines : à Migré 5 éoliennes en opération, à terme à Vergné 5 éoliennes industrielles, à Villeneuve la Comtesse 9 éoliennes industrielles, à Saint Félix 9 éoliennes industrielles, à Doeuil sur le Mignon 7 éoliennes industrielles, etc.

Projet de zone d'éoliennes industrielles à Villeneuve la Comtesse (hameau de Villenouvelle) et Coivert
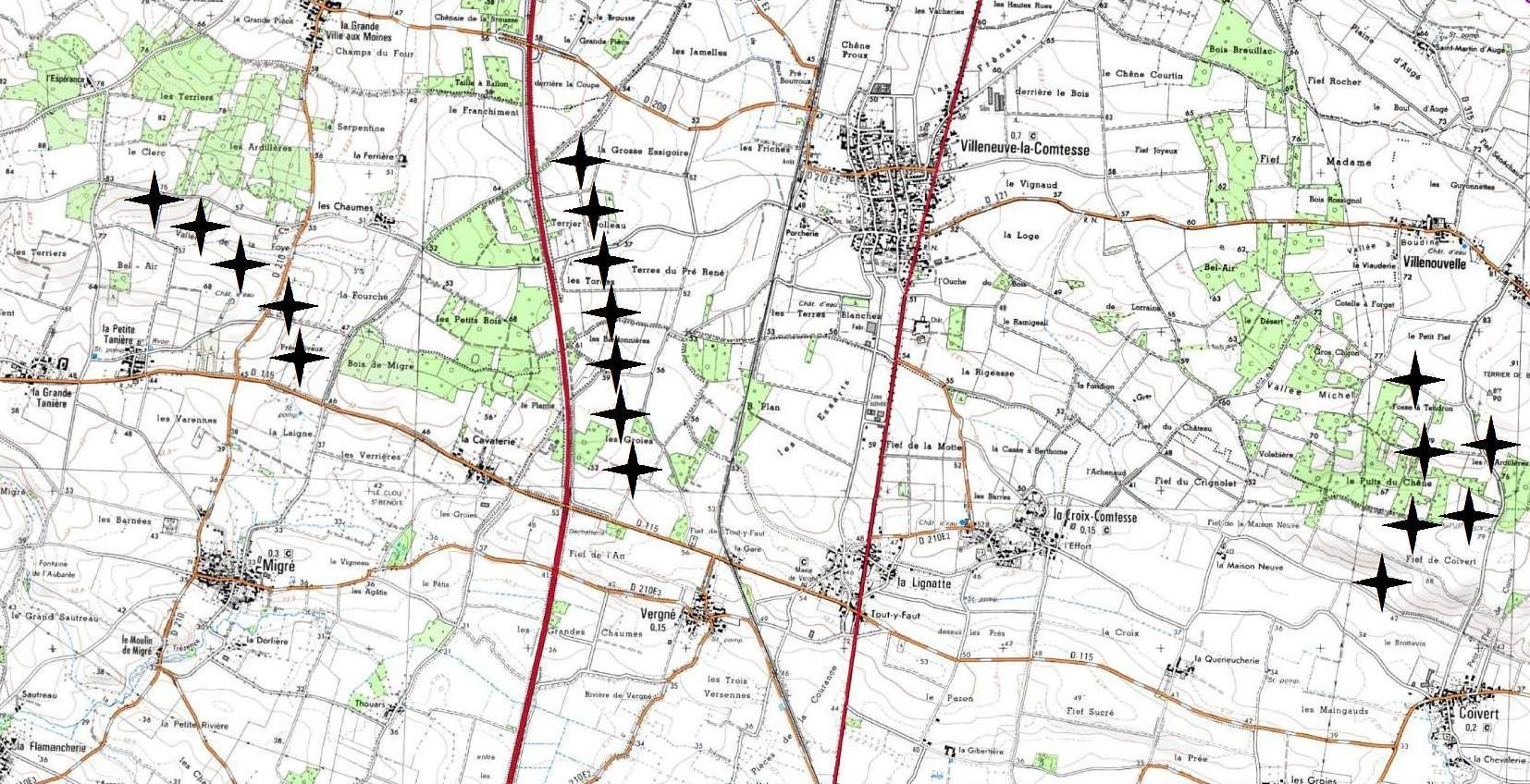
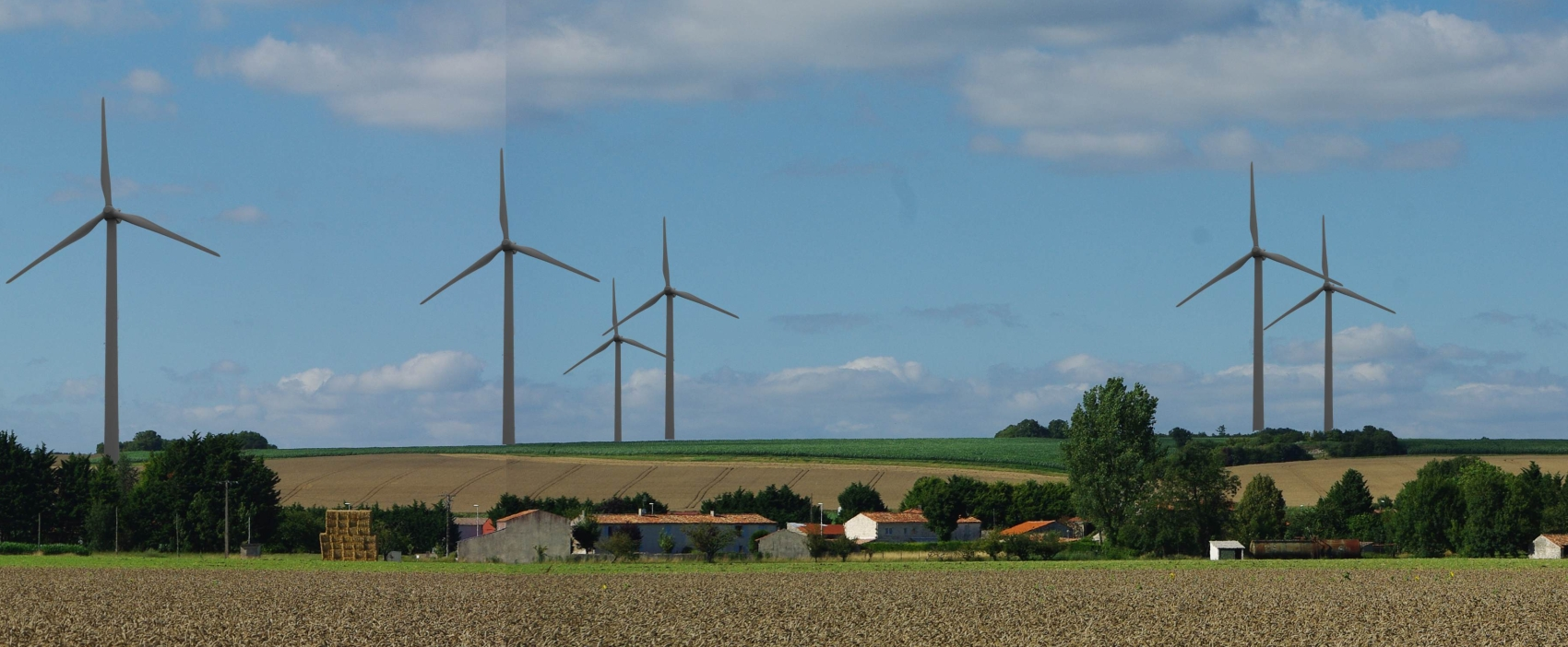

- Fichier:Eoliennes_Coivert_carte_1.jpg
- Fichier:Eoliennes_Coivert_1.jpg

- La commune de Coivert totalisera à terme 4 éoliennes industrielles.

## Lieux et monuments
- Tumulus de la Fromagère : ce long tumulus (80 m de long et 40 m de large pour une hauteur de 4 m) situé au lieu-dit de la Fromagère date d'une période indéterminée mais il existe dans la région de nombreux tumuli datés du Néolithique auxquels il pourrait être apparenté[19].
- Église Saint-Vivien : construite sur le modèle d'un plan basilical, sur un lieu de culte certainement plus ancien.
- Lavoir et source.

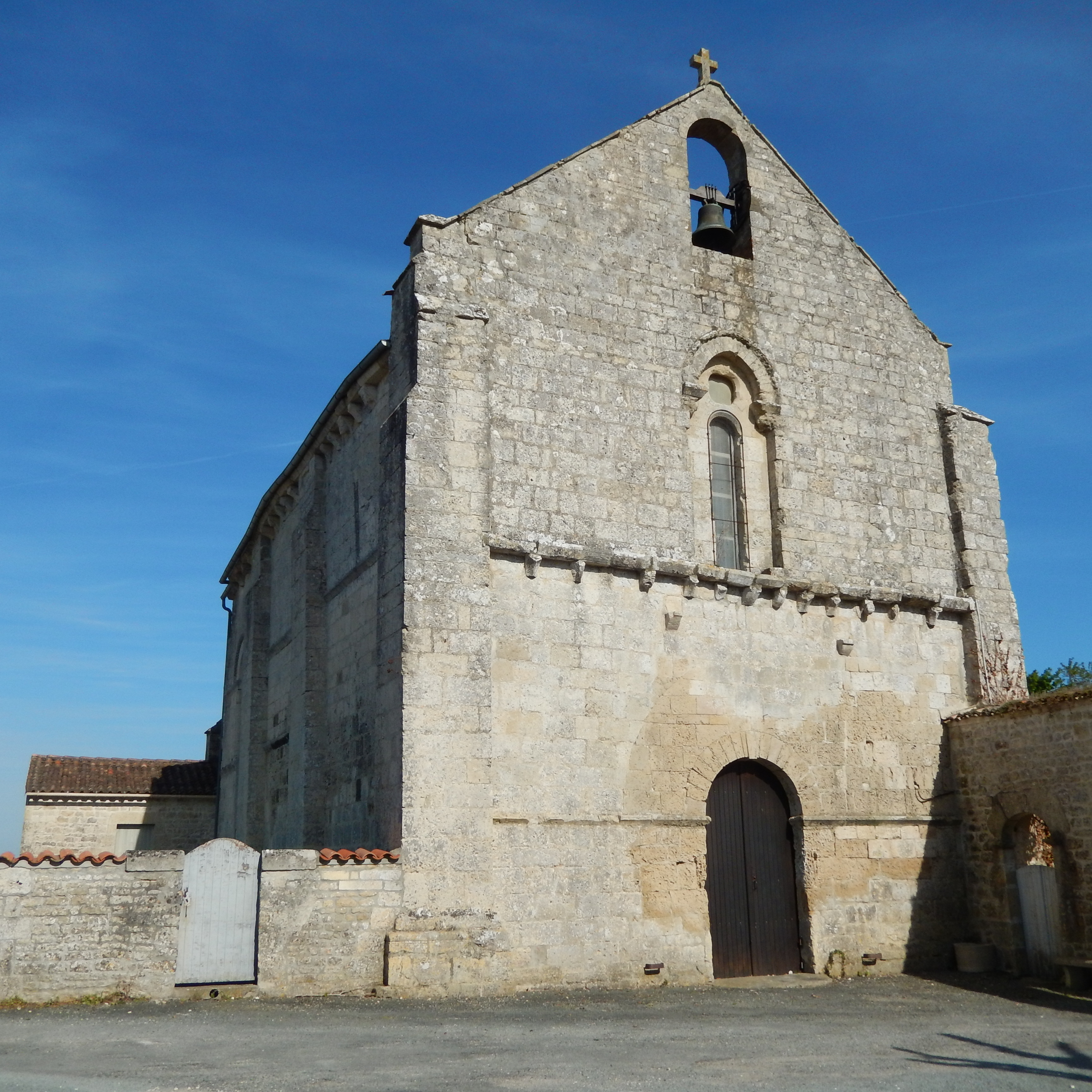
La façade ouest de l'église.
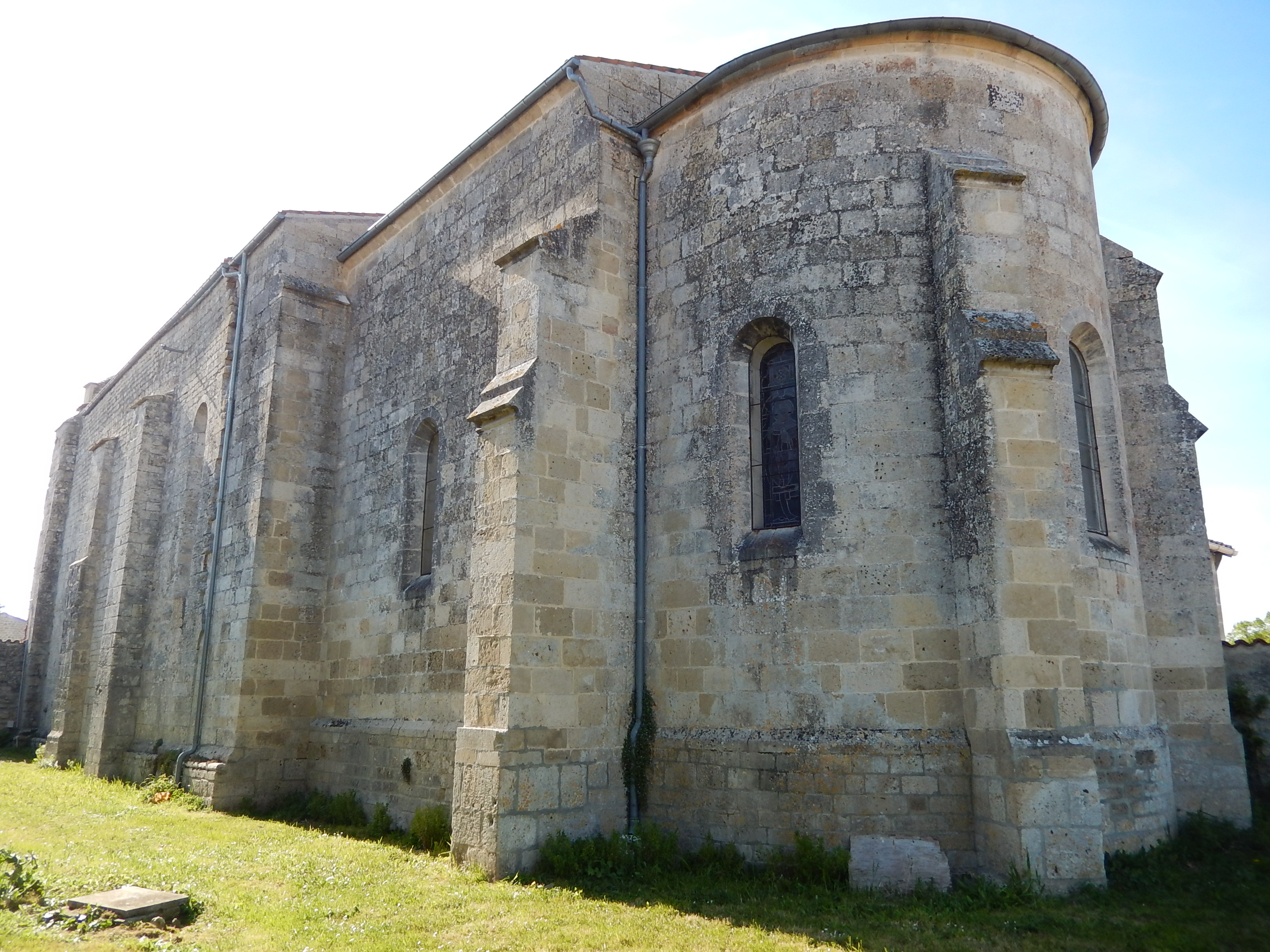
L'abside de l'église, à l'est (rajout tardif).
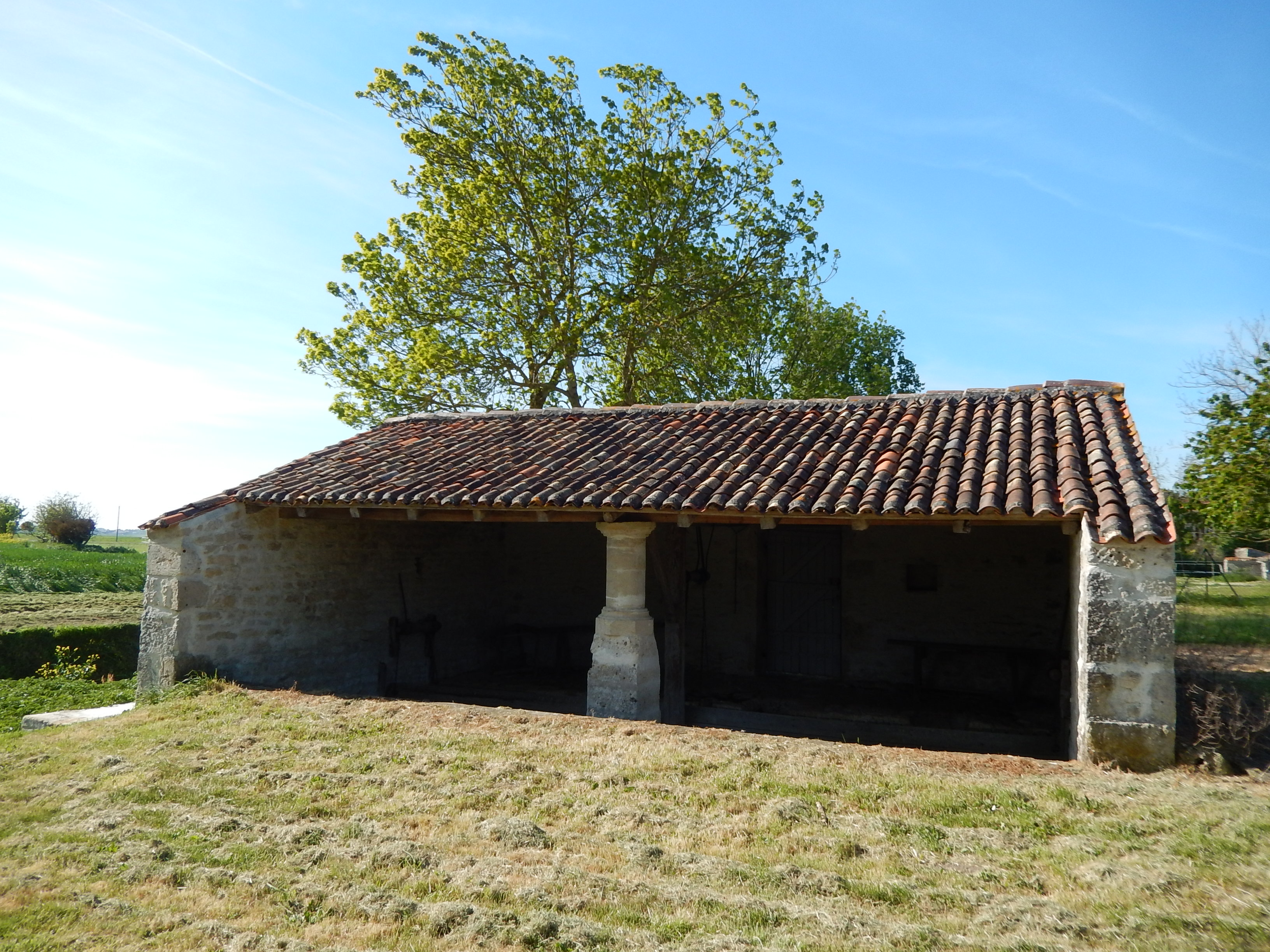
Le lavoir du village.
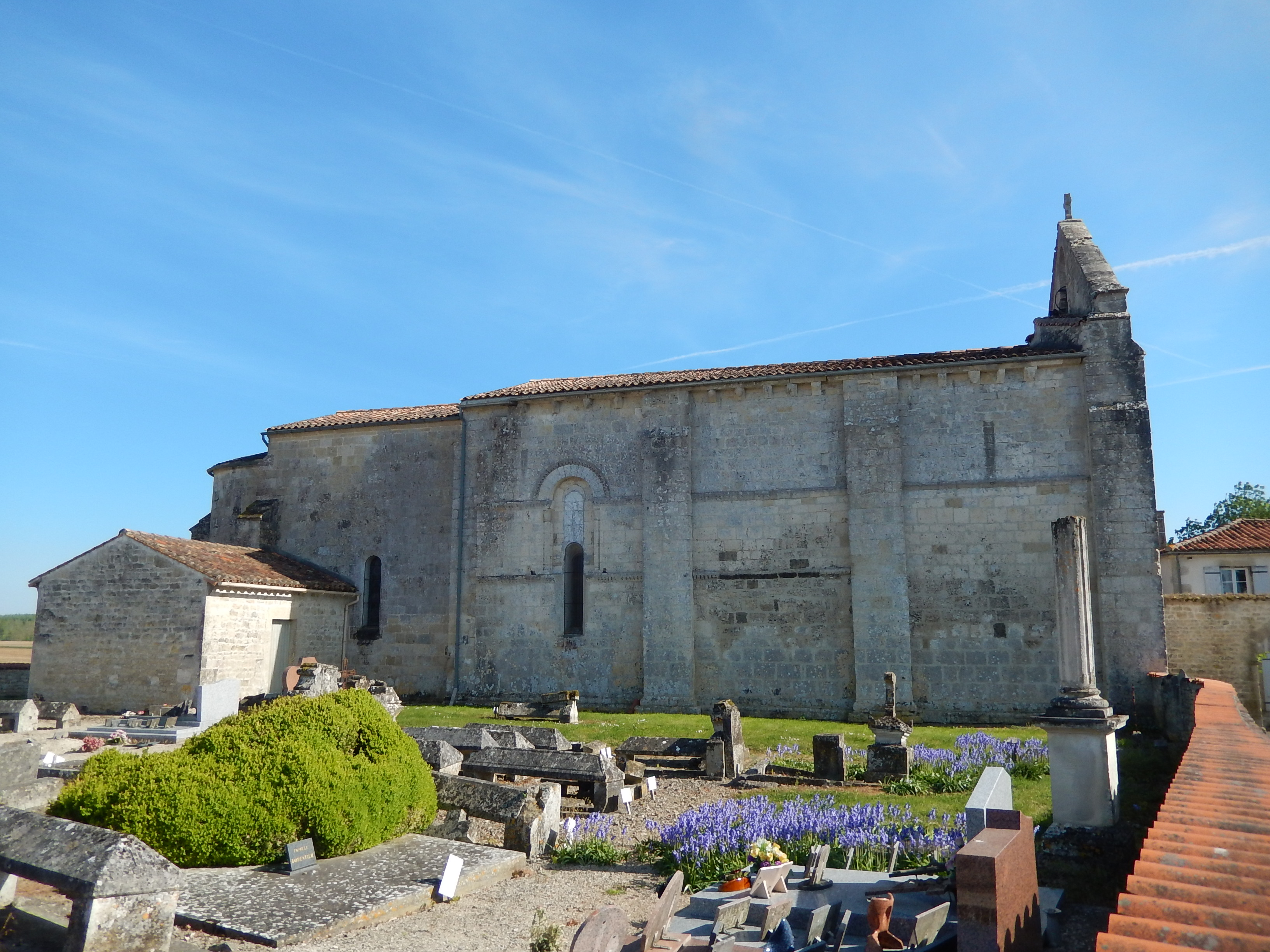
L'église et son assemblage hétéroclite.